# Mrs Dalloway
Mrs Dalloway är en roman av Virginia Woolf, först publicerad 14 maj 1925. Romanen är ett av modernismens portalverk och valdes 2005 till en av de hundra bästa engelskspråkiga romanerna från 1923 till 2010 av TIME Magazine.  Romanens första mening är klassisk: "Mrs Dalloway sade att hon skulle köpa blommorna själv."

## Handling
Mrs Dalloway utspelar sig i London i mitten av juni 1923. Första världskriget är slut men dess verkningar lever kvar. Den underliggande frågan i romanen handlar om huruvida något nytt ska komma ur den katastrof som första världskriget var för engelsmännen eller om allt ska återgå till den gamla koloniala, patriarkala och bördsaristokratiska ordningen. Romanen saknar på modernistiskt vis en tydlig intrig, men dess uppbyggnad är mycket intrikat. Personerna rör sig längs Londons gator och deras väga hakar i och korsar varandra på ett starkt meningsbärande sätt. I första kapitlet promenerar Clarissa Dalloway från sitt hem i Westminster till blomsteraffären som ligger i korsningen mellan Bond Street och Brook Street för att inhandla blommor till den fest hon ska hålla för landets börds- och politikerelit på kvällen. I gatukorsningen dyker också hennes alter ego, den krigstraumatiserade Septimus Smith upp. De möts aldrig men är starkt knutna till varandra. Han är på väg till en läkare och han kommer, till skillnad från Clarissa Dalloway som också har suicidala tendenser, att ta sitt liv innan romanen är slut.
Mrs Dalloway är en av de första romanerna som konsekvent tillämpar inre monolog, stream of consciousness. Clarissa Dalloway och de övriga personerna i romanen går och tänker och går och tänker och liksom deras vägar korsar varandra gör deras tankar det.

## Influenser
Många har liknat romanen vid James Joyces Ulysses (1922), där romanens huvudperson vandrar runt i Dublin och romanerna har många likheter när det gäller kompositionsprincip och stil. Virginia Woolf hade också läst Joyces roman, som erbjudits hennes och hennes makes, Leonard Woolfs förlag Hogarth Press för utgivning. De tackade dock nej med motiveringen att uppdraget var alltför stort. Virginia Woolf var, som hon skriver i sin dagbok: ”amused, stimulated, charmed” men till slut “bored, irritated and disillusioned by a queasy undergraduate scratching his pimples”. Mrs Dalloway kan, med sin betoning på existentiella och politiska frågor snarast läsas som ett svar på och inte en imitation av Joyces roman.
Mrs Dalloway har haft stor betydelse för många författare, exempelvis Michael Cunningham, i vars bok The Hours (Timmarna, 1998) tre kvinnoöden från olika tider vävs samman genom att romanen fungerar som en minsta gemensamma nämnare. Den filmatiserades av Stephen Daldry, med Nicole Kidman i rollen som Virginia Woolf, 2002. Ian McEwans roman Saturday (Lördag, 2005) är uppbyggd på exakt samma sätt som Mrs Dalloway och går på olika sätt i dialog med Woolf.

## Dalloway Day
Dalloway Day, eller Dallowday, firas den tredje onsdagen i juni till minne av Virginia Woolfs roman Mrs Dalloway som utspelar sig en dag i mitten av juni 1923.